# Quận Jefferson, Texas
Quận Jefferson (tiếng Anh: Jefferson County) là một quận trong tiểu bang Texas, Hoa Kỳ. Quận lỵ đóng ở thành phố Beaumont. Theo kết quả điều tra dân số năm  2000 của Cục điều tra dân số Hoa Kỳ, quận có dân số 252.051 người. Quận lỵ là Beaumont. Quận Jefferson có tỷ lệ Người Mỹ gốc Phi cao nhất bang Texas.
Quận thành lập năm 1835 với tư cách là một đô thị của Mexico, nơi từng giành được độc lập từ Tây Ban Nha. Bởi vì khu vực này là khu tái định cư, chính phủ Mexico cho phép người Mỹ gốc Âu từ Hoa Kỳ định cư ở đây nếu họ cam kết trung thành với Mexico. Nó được tổ chức như một quận vào năm 1837 sau khi Texas giành độc lập với tư cách là một nước cộng hòa. Tên gọi của quận là do những người định cư Âu-Mỹ cho đặt tên dựa theo Tổng thống Mỹ Thomas Jefferson. Texas sau đó trở thành một phần của Hoa Kỳ.
Quận Jefferson là một phần của Khu vực đô thị Beaumont–Port Arthur và có dân số cao nhất trong bốn quận MSA. Quận có ba cơ sở cải huấn của tiểu bang và một nhà tù an ninh cấp cao của liên bang ở các khu vực chưa hợp nhất của quận, có sức chứa tối đa gần 9.000 tù nhân.

## Vị trí địa lý
Theo Cục Thống kê Dân số Hoa Kỳ, quận có tổng diện tích là 1.113 mét vuông (11.980 foot vuông), trong đó 876 mét vuông (9.430 foot vuông) là đất và 236 mét vuông (2.540 foot vuông) (21%) là nước.
Quận Jefferson nằm trên vùng đồng bằng Gulf Coast của Texas ở phía đông nam tiểu bang. Nó được Pine Island Bayou bao bọc ở phía bắc, sông Neches ở phía đông bắc, hồ Sabine và cửa sông Sabine ở phía đông, một lối thoát tự nhiên được gọi là Đèo Sabine. Phần phía nam của quận phần lớn là vùng đầm lầy, phần lớn nằm trong Công viên tiểu bang Sea Rim, đến bãi biển bị bão tàn phá ở Vịnh Mexico.

## Thông tin nhân khẩu
Theo điều tra dân số 2 năm 2000, quận có 252.051 người, 92.880 hộ gia đình, và 63.808 gia đình sống trong quận. Mật độ dân số là 279 người trên một dặm vuông (108/km ²). Đã có 102.080 đơn vị nhà ở với mật độ trung bình là 113 dặm vuông (44/km ²). Cơ cấu điểm chủng tộc của quận gồm 57,24% người da trắng, 33,74% da đen hay Mỹ gốc Phi, 0,34% người Mỹ bản xứ, 2,89% người châu Á, Thái Bình Dương 0,03%, 4,26% từ các chủng tộc khác, và 1,50% từ hai hoặc nhiều chủng tộc. 10,53% dân số là người Hispanic hay Latino thuộc chủng tộc nào. 8,3% là của Mỹ, Pháp 7,2%, 6,2% người Đức, 5,8% tiếng Anh và Ailen 5,3% tổ tiên theo điều tra dân số năm 2000.
Có 92.880 hộ, trong đó 33,00% có trẻ em dưới 18 tuổi sống chung với họ, 48,40% là các cặp vợ chồng sống với nhau, 16,20% có chủ hộ là nữ không có mặt chồng, và 31,30% là không lập gia đình. 27,30% của tất cả các hộ gia đình đã được tạo thành từ các cá nhân và 11,00% có người sống một mình 65 tuổi trở lên đã được người. Bình quân mỗi hộ là 2,55 và cỡ gia đình trung bình là 3,12.
Trong quận, độ tuổi dân số với 25,90% ở độ tuổi dưới 18, 10,00% 18-24, 29,30% 25-44, 21,10% 45-64, và 13,60% người 65 tuổi trở lên. Tuổi trung bình là 35 năm. Cứ mỗi 100 nữ có 101,10 nam giới. Cứ mỗi 100 nữ 18 tuổi trở lên, đã có 100,20 nam giới.
Thu nhập trung bình cho một hộ gia đình trong quận đã được $ 34.706, và thu nhập trung bình cho một gia đình là $ 42,290. Nam giới có thu nhập trung bình $ 36.719 so với 23.924 $ cho phái nữ. Thu nhập trên đầu cho các quận được $ 17,571. Giới 14,60% gia đình và 17,40% dân số sống dưới mức nghèo khổ